# Give a Little Bit
Give a Little Bit ist der erste Song auf dem Supertramp-Album Even in the Quietest Moments… aus dem Jahre 1977. Das Lied wurde im selben Jahr auch als Single veröffentlicht und erreichte als höchste Position Platz 15 in der Billboard Hot 100. Im Heimatland der Band, Großbritannien, erreichte der Song Platz Nummer 29 in den britischen Singlecharts. Die Single wurde 1992 neu veröffentlicht, um für die Wohltätigkeitsveranstaltung „ITV Telethon“ beim Spendensammeln zu helfen, kam zu diesem Zeitpunkt aber nicht in die Charts.
Der Song wurde von Roger Hodgson geschrieben, als er 19 Jahre alt war. Er hat den Song erst fünf oder sechs Jahre, nachdem er ihn geschrieben hatte, der Band vorgespielt. Nach Hodgsons Aussage wurde der Song inspiriert vom The Beatles Song All You Need Is Love, der während der Love-and-Peace-Bewegung der 60er Jahre veröffentlicht wurde.
Als Autoren des Stückes werden auf dem Album Rick Davies und Roger Hodgson angegeben, obwohl es Hodgsons Komposition war. Hodgson und Davies teilten sich die Autorenrechte an ihren Stücken zwischen 1974 und 1983, bis Hodgson Supertramp verließ. Der Anfang des Stückes ist geprägt von einer akustischen 12-Saiten-Gitarre, die von einem Hohner-Clavinet, verzerrt durch einen Leslie-Lautsprecher in der Bridge des Stückes, begleitet wird.
Der Drummer Bob Siebenberg erinnert sich, dass „Roger eine ganze Weile in Malibu an diesem Song feilte. Ich hörte den Song in Hotelzimmern und solchen Orten. Er hatte den Song auf einem Tape, als ich zur Band kam, und so war ich recht vertraut mit der Melodie. Wir probierten unterschiedliche Dinge aus mit den Drums und es klang gut, ihn an der Snare Drum entlangzuführen … Das gab dem Ganzen etwas wie den Rhythmus eines Zugs. Also wurde für alles Snare Drum und Bass Drum verwendet, ohne Tomtom Fills oder ähnliches“.
Ein kurzer Ausschnitt des Stückes wird in dem Film Superman aus dem Jahr 1978 in der Todesszene von Lois Lane gespielt. Das Lied befindet sich aber nicht auf dem Soundtrack des Films.
2004 wurde der Song von der Band Goo Goo Dolls gecovert. Die Version der Goo Goo Dolls unterscheidet sich vom Aufbau her deutlich vom Original. Das Lied wird zwar ebenfalls hauptsächlich auf einer akustischen Gitarre gespielt, das Saxophon jedoch wurde durch einen E-Bass ersetzt, zudem beinhaltet diese Version eine zusätzliche Bridge.
Der Song ist in den Schluss-Szenen und im Abspann des Ricky Gervais Films Lügen macht erfinderisch (2009) zu hören.
In der Werbung fand der Song für diverse Kampagnen Verwendung, so beispielsweise für Stouffer’s (2014), eine US-amerikanische Nahrungsmittelmarke; Coca-Cola nutzte ihn für die “Share Happiness”-Spots und er wurde ebenfalls für die Weihnachtskampagne von der Supermarktkette „Target Australia“ (2014) verwendet.

## Liveversionen
Give a Little Bit ist weiterhin fester Bestandteil von Hodgsons Live-Konzerten, die er regelmäßig weltweit im Rahmen seiner Welttourneen gibt. Hodgson hat wiederholt in Interviews gesagt, dass es ein wunderbares Gefühl für ihn als Künstler sei, seine Konzerte mit diesem Song zu beenden: „Ich schaue von der Bühne herab ins Publikum und die Menschen umarmen sich einfach und stimmen mit ein. Es ist ein sehr vereinigender Song mit einer einfachen und schönen Botschaft. Darauf bin ich stolz und ich genieße es bis zum heutigen Tag, ihn zu spielen.“
Nachdem Hodgson Supertramp verlassen hatte, spielte er den Song bei fast all seinen Live-Auftritten. So auch, als Hodgson gemeinsam mit Ringo Starr and His All-Starr Band im Jahr 2001 auf Tour ging; eine Aufnahme hiervon findet sich auf dem Album King Biscuit Flower Hour Presents Ringo & His New All-Starr Band.
Am Sonntag, dem 1. Juli 2007 spielte Roger Hodgson diesen Song als Finale seines Auftritts beim Concert for Diana, welches im Wembley-Stadion in London stattfand. Prinzessin Diana hat den Song geliebt und Hodgson sagte Folgendes über den Auftritt zu ihrem Gedenken: „Es war ganz wunderbar, als das gesamte Publikum sich erhob, auch die Prinzen, um Give a Little Bit mit mir zu singen. Das war ein magischer Moment.“
Give a Little Bit sollte auch auf dem Supertramp Live-Album Paris erscheinen, aber man sah davon ab, da die Band-Mitglieder befanden, dass alle verfügbaren Aufnahmen des Songs von inakzeptabler Qualität waren.
Im Jahr 2010 veröffentlichte Roger Hodgson Classics Live, eine Kollektion von Live-Aufnahmen, die während seiner Welttournee  Breakfast in America entstanden waren. Dazu hat David Wild, Redakteur beim Rolling-Stone-Magazin geschrieben: „… Eine absolut inspirierende Kollektion von Live-Aufnahmen der beliebtesten Stücke, die Roger Hodgson bis dato geschrieben und gesungen hat. Classics Live erinnert uns lebhaft daran, wer uns solche Klassiker, wie Give A Little Bit, Take The Long Way Home, The Logical Song und Dreamer geschenkt hat und weshalb diese glänzenden Songs die Zeit überdauern, sowohl auf zutiefst persönlicher Ebene, aber auch ganz universell, als Ausdruck von Sehnsucht, von Liebe und unserer endlosen Suche nach der Verbindung mit den Menschen.“ Diese Aufnahme von Give A Little Bit entstand in Oslo, Norwegen.
Nachdem Hodgson Supertramp verlassen hatte, nahm die Band den Song erstmals wieder in ihre Konzerte auf, als sie 2002 mit ihrer Tour „One More For The Road“ unterwegs war. Der Song wurde von Jesse Siebenberg gesungen. Sie spielten den Song ebenfalls während ihrer Tour „70-10“  im Jahr 2010.

## Musiker
- Roger Hodgson – akustische 12-Saiten-Gitarre, Haupt- und Hintergrund-Gesang
- Dougie Thomson – Bass
- Bob Siebenberg – Schlagzeug, Tambourin, Maracas
- Rick Davies – Clavinet, Klavier, Hintergrund-Gesang
- John Helliwell – Saxophon, Hintergrund-Gesang